# Сфорца
Сфорца (на италиански: Sforza) е италианско благородническо семейство. Управлява Миланското херцогство от 1450 до 1535 г.
Сфорца са династията, която прави Милано велик: родоначалникът на миланския клон, Франческо, е извънбрачен син на Джакомо Атендоло, известен като „Сфорца“ и също като Муцио, благородник от Романя, граф на Котиньола и кондотиер, и на метресата му Лучия Терцани. Издигането на семейството започва от Атендоло, който получава Графство Котиньола от антипапа Йоан XXIII като компенсация за военните си услуги, няколко феода в Пулия от кралицата на Неапол Джована II Анжуйска и благодарение на първия брак на Франческо с Поликсена Руфо, допълнителни феоди в Калабрия. Самият Франческо става, излизайки победител във войната за наследство след смъртта на Филипо Мария Висконти, новият херцог на Милано през 1450 г., когато влиза в града в деня на Благовещение заедно с третата си съпруга Бианка Мария Висконти, узаконена извънбрачна дъщеря на Филипо Мария Висконти.
Миланските Сфорца са активни действащи лица в събитията от Италианския ренесанс, стават покровители на художници и се ангажират с мира от Лоди (1454) за почти 40-годишен мир в Италия. Убийството на Галеацо Мария Сфорца през 1476 г. обаче подкопава стабилността на херцогството, позволявайки на брат му Лудовико Мавъра постепенно да узурпира херцогската власт и окончателно да я присвои след подозрителната смърт на племенника му през 1494 г. Неговата амбиция, съчетана с дипломатическа изобретателност, допринася за войната на френския крал Шарл VIII през 1494 г. и подклажда споровете, които отприщват италианските войни между Кралство Франция и Свещената Римска империя, и които се обръщат срещу Сфорца. В този контекст Сфорца на няколко пъти са лишавани от херцогството, към което претендират френските крале като произлизащи от Валентина Висконти, което след смъртта на последния потомък Франческо II е отнето от император Карл V в съответствие с Болонския конгрес.

## История

### Произход
Фамилното име произлиза от прякора на основателя Муцио Атендоло (1369 - 1424), кондотиер от Романя на служба на анжуйските крале на Неапол, наричан Сфорца (Силния) заради своето мъжество.

### Издигане до Миланското херцогство
Първият херцог на Милано е най-големият син на Муцио Атендоло, Франческо I (* 1401, † 1466), който придобива херцогската титла благодарение на брака си с Бианка Мария Висконти, последната наследница на херцог Филипо Мария Висконти, починал през 1447 г. От този брак произхожда основният клон на семейството. Наследник на Франческо I е Галеацо Мария (* 1444, † 1476), херцог от 1466 г. до смъртта си, който се жени за Бона Савойска. Сред неговите извънбрачни дъщери трябва да се спомене Катерина Сфорца, която първо се омъжва за Джироламо Риарио, ставайки господарка на Форли и на Имола, а след това е майка на известния кондотиер Джовани дале Банде Нере.
Наследник на Галеацо Мария е неговият син Джан Галеацо (* 1469, † 1494), който се жени за Изабела Арагонска. Джан Галеацо, поради своята слабост и неспособност, на практика никога не управлява пряко и регентството на херцогството от самото начало е в ръцете на неговия чичо Лудовико Мария Сфорца, известен като Мавъра, който има титлата на херцог едва след смъртта на племенника. Лудовико Мавърът се жени за Беатриче д'Есте. Доказателство за престижа, на който се радва миланското семейство през този период, е бракът, сключен между Бианка Мария, сестра на Джан Галеацо, и император Максимилиан I Хабсбург. Лудовико Мавърът управлява Миланското херцогство до 1500 г., когато е окончателно победен и е взет в плен от французите. След като французите са прогонени от армията на швейцарските наемници от империята (1512 г.), Миланското херцогство се връща за няколко години на синовете на Лудовико Ил Моро, Масимилиано (* 1493, † 1530) и Франческо II (* 1495, † 1535), който се жени за Кристина Датска, внучка на император Карл V. Те, въвлечени във войните между Франция и империята, царуват на интервали и под закрилата на Хабсбургите, и след смъртта във Виджевано на Франческо II без наследници херцогството преминава към тях.
От Джовани Паоло (* 1497, † 1535), извънбрачен син на Лудовико Мавъра и метресата му Лукреция Кривели, произлиза клонът на маркизите на Караваджо, изчезнал през 1717 г. От Сфорца Секондо, извънбрачен син на Франческо I, произлиза клонът на графовете на Боргоново Вал Тидоне, изчезнал през 1679 г.; от Якопето, син на Сфорца Секондо, произлиза клонът на графовете на Кастел Сан Джовани, който продължава до 20 век и към който принадлежи министър Карло Сфорца.

## Генеалогия
1. Джовани Атендоло († 1352), ∞ за Елиза Пиетрачини
  1. Муцио Атендоло Сфорца (* 1369, † 1424) ∞ 1. 1409 за Антония Салимбени 2. 1413 за Катерина Алопо 3. 1419 за Мария Марцано. От метресата си Лучия Терцани има пет сина и три дъщери, сред които:
    1. Франческо I Сфорца (* 1401, † 1466), херцог на Милано; ∞ 1418 за Поликсена Руфо 2. 1424 за Мария Джулия Калдора 3. 1450 за Бианка Мария, извънбрачна дъщеря на Филипо Мария Висконти, херцог на Милано, от която има шест сина и две дъщери, сред които:
      1. Галеацо Мария Сфорца (* 1444, † 1476), 5-и херцог на Милано (1466 – 1476)
        1. Катерина Сфорца (* 1463, † 1509), господарка на Имола и графиня на Форли
        2. Джан Галеацо Мария Сфорца (* 1469, † 1494), 6-и херцог на Милано (1476 – 1494)
          1. Франческо Сфорца, наричан „il Ducchetto“ (+ 1490, † 1511), игумен на Мармутие
          2. Бона Сфорца (* 1500; † 1558) ∞ 1518 за Зигмунт I Стари, крал на Полша (1506 – 1548)

        3. Бианка Мария Сфорца (* 1472, † 1511) ∞ 1494 за крал Максимилиан I, от 1477 г. херцог на Бургундия, от 1486 г. римско-немски крал, ерцхерцог на Австрия (1493 – 1519) и император на Свещената Римска империя (1508 – 1519)
        4. Анна Мария Сфорца (* 1473, † 1497) ∞ 1491 за Алфонсо I д’Есте, 3-ти херцог на Ферара, Модена и Реджо

      2. Асканио Мария Сфорца (* 1455, † 1505), кардинал от 1484
      3. Иполита Мария Сфорца (* 1445, † 1484), ∞ 1465 за Алфонсо II Арагонски, крал на Неапол (1494 – 1495)
      4. Филипо Мария Сфорца (* 1448, † 1492) ∞ Костанца Сфорца ди Санта Фиора, дъщеря на Бозио I Сфорца
        1. Бона Сфорца, ∞ за Джовани Галеацо Висконти, граф на Сесто Календе

      5. Сфорца Мария Сфорца (* 1449, † 1505), херцог на Бари
      6. Лудовико Мария Сфорца Мавърът (* 1451, † 1508), 7-и херцог на Милано (1494 – 1499)
        1. Масимилиано Сфорца (* 1493, † 1530), 8-и херцог на Милано (1512 – 1515)
        2. Франческо II Сфорца (* 1495, † 1535), 9-и херцог на Милано 1521

    2. Алесандро Сфорца (* 1409, † 1473), губернатор на Пезаро (1444 – 1473)
      1. Батиста Сфорца (* 1446, † 1472), ∞ за Федерико да Монтефелтро, херцог на Урбино
      2. Констанцо I Сфорца (* 1447, † 1483), господар на Пезаро и Градара (1473 – 1483)
        1. Джовани Сфорца (* 1466, † 1510), господар на Пезаро и на Градара (1483 – 1500 и 1503 – 1510), ∞ за 1. 1489 Мадалена Гонзага, дъщеря на Федерико I Гонзага, маркграф на Мантуа; 2. 1493, разведен 1497, Лукреция Борджия
          1. Джузепе Мария Сфорца, наричан Костанцо II (* 1510, † 1512)

    3. Бозио I Сфорца (* 1411, † 1476), граф на Санта Фиора и др. Неговите наследници са херцози Сфорца-Чезарини и графовете на Санта Фиора.

## Кадетски клонове

### Клон Боргоново
Началото му е дадено през 1451 г. от Сфорца Секондо Сфорца (* 1433, † 1492/93), извънбрачен син на Франческо I Сфорца, на свой ред извънбрачен син на Муцио Атендоло Сфорца, граф на Котиньола. Клонът изчезва през 1679 г. с Александро III. Вторичният клон на Сфорца ди Кастел Сан Джовани принадлежи към този клон.

### Клон Караваджо
Произлиза от херцога на Милано Лудовико Мария Сфорца Мавъра. Първият маркиз е Джампаоло I Сфорца ди Караваджо. Клонът изчезва през 1796 г. с последната маркиза Бианка Мария III Дория.

### Клон Пезаро
Вторият син на Муцио Атендоло, Алесандро Сфорца от Пезаро (* 1409, †  1473), е родоначалник на клона Пезаро – градът, над който държи властта от 1445 до 1500 г. Джовани Сфорца принадлежи към този клон и е първият съпруг на Лукреция Борджия, и по-късно е лишен от титлата си от бившия си шурей Чезаре Борджия.

### Клон Санта Фиора
Основателят на клона на Санта Фиора е третият син на Муцио Атендоло и Антония Салимбени от Сиена, Бозио I (* 1411, † 1476). Този клон има своя период на максимален разцвет през XVI век благодарение на дипломатическата проницателност и съюзите, създадени от първия граф, Гуидо, който не само е женен за роднина на папа Павел III Фарнезе, но и успява да ожени двама от своите потомци за дъщерята и племенницата на този папа. Благодарение на тези стратегии членовете на семейството му успяват да имат блестящи църковни и военни кариери. През XVII век обаче, поради премахването и продажбата на много имоти или поради политиката на Великия херцог на Тоскана, властта на Сфорца започва да отслабва.

### Клон Сфорца-Чезарини
През 1674 г., благодарение на брака между Федерико Сфорца ди Санта Фиора, 1-ви принц на Дженцано, и Ливия Чезарини, последната наследница на семействата Чезарини Савели Перети, семейството се мести в Рим и променя името си на „Сфорца-Чезарини“.

## Представители
- Джакомо Атендоло, известен като Муцио Атендоло Сфорца (граф на Котиньола, кондотиер и основател на династията)

### Клон Милано
- Франческо I Сфорца (* 1450, † 1466), херцог на Милано (25 март 1450 – 6 или 8 март 1466)
- Галеацо Мария Сфорца (* 1444, † 1476), херцог на Милано (1466 – 26 декември 1476)
- Бианка Мария Сфорца (* 1972, † 1510), императрица на Свещената Римска империя (1508 – 1510)
- Анна Мария Сфорца (* 1473, † 1497), херцогиня на Ферара и Модена (1491 – 1497)
- Джан Галеацо Мария Сфорца (* 1469, † 1494), херцог на Милано (26 декември 1476 – 21 октомври 1494)
- Бона Сфорца (* 1494, † 1557), кралица на Полша и велика херцогиня на Литва (18 април 1518 – 1 април 1548) и херцогиня на Бари (12 февруари 1524 – 19 ноември 1557)
- Лудовико Мария Сфорца Мавърът (* 1451 или 1452, † 1507), херцог на Милано (21 октомври 1494 – 10 април 1500) и регент на Милано (7 октомври 1480 – 21 октомври 1494)
- Ерколе Масимилиано Сфорца (* 1493, † 1530), херцог на Милано (16 юни 1512 – 8 октомври 1515)
- Франческо II Сфорца (* 1495, † 1535), херцог на Милано (4 февруари 1521 – 24 октомври 1535)

### Клон Пезаро
- Муцио Атендоло Сфорца (* 1369, † 1424), граф на Котиньола (1411 – 4 януари 1424)
- Алесандро Сфорца (* 1409, † 1473), сеньор на Пезаро (1444 – 3 април 1473)
- Костанцо I Сфорца (* 1447, † 1483), сеньор на Пезаро (1473 – 19 юли 1483)
- Джовани Сфорца (* 1466, † 1510), сеньор на Пезаро (19 юли 1483 - 13 ноември 1489)
- Костанцо II Сфорца (* 1510, † 1512), сеньор на Пезаро (1510 – 1512)
- Галеацо Сфорца (* 1470, † 1515), сеньор на Пезаро (5 август 1512 – 2 ноември 1512)

### Клон Санта Фиора (Сфорца ди Санта Фиора и след това Сфорца-Чезарини)
- Муцио Атендоло Сфорца (* 1369, † 1424), граф на Котиньола (1411 – 4 януари 1424)
- Бозио I Сфорца (* 1411, † 1476), граф на Котиньола, владетел на Кастел'Аркуато, 1-ви граф Сфорца ди Санта Фиора (1451 – 1476)

Графове на Санта Фиора
- Гуидо II Сфорца ди Санта Фиора (* 1445, † 1508), 2-ри граф на Санта Фиора (по наследство Алдобрандески), син на Бозио I Сфорца, 1-ви граф на Санта Фиора, и съпругата му Чечилия Алдобрандески, 7-ма графиня на Санта Фиора
- Федерико I Сфорца († 1535) от Санта Фиора, 3-и граф на Санта Фиора
- Бозио II Сфорца ди Санта Фиора (* 1486, † 1538), 4-ти граф на Санта Фиора
- Сфорца I Сфорца ди Санта Фиора (* 1520, † 1575), 5-ти граф на Санта Фиора, 1-ви маркиз на Кастел'Аркуато (1538 – 1575)
- Франческо Сфорца ди Кастел'Аркуато (* 1562, † 1624), 2-ри маркиз на Кастел'Аркуато, кардинал
- Сфорцино Сфорца ди Кастел'Аркуато (), 3-и маркиз на Кастел'Аркуато
- Марио I Сфорца ди Санта Фиора (), 6-и граф на Санта Фиора (1575 – 1591)
- Федерико Сфорца ди Санта Фиора (), господар на Валмонтоне, 1-ви херцог на Сени, 7-и граф на Санта Фиора
- Щандарт на Максимилиано Сфорца като граф на Павия
- Александро I Сфорца ди Санта Фиора (* 1572, † 1631), 8-и граф на Санта Фиора, 2-ри херцог на Сени
- Марио II Сфорца ди Санта Фиора (* 1594, † 1658), 9-и граф на Санта Фиора, 1-ви херцог на Онано (1631 – 1638)
- Лудовико I Сфорца ди Санта Фиора (* 1618, † 1685), 10-и граф на Санта Фиора, 2-ри херцог на Онано
- Паоло II Сфорца ди Прочено (* 1602, † 1669), маркиз на Прочено, 11-ти граф на Санта Фиора (? – 1669)
- Франческо I Сфорца ди Санта Фиора (*, †), 12-ти граф на Санта Фиора
- Федерико III Сфорца ди Санта Фиора (* 1651, † 1712), 1-ви принц на Дженцано (1697 – 1712), 13-и граф на Санта Фиора (1707 – 1712), ∞ за Ливия Чезарини: Сфорца Чезарини
- Гаетано I Сфорца Чезарини (* 1674, † 1727), 2-ри принц на Дженцано (1712 – 1727), 14-и граф на Санта Фиора
- Сфорца Джузепе I Сфорца Чезарини (* 1705 , † 1744), 3-ти принц на Дженцано (1727 – 1744), 15-и граф на Санта Фиора
- Филипо I Сфорца Чезарини (* 1727, † 1764), 4-ти принц на Дженцано (1744 – 1764), 16-и граф на Санта Фиора
- Гаетано II Сфорца Чезарини (* 1728, † 1776), 5-и принц на Дженцано (1764 – 1776), 17-и граф на Санта Фиора
- Франческо II Сфорца Чезарини (* 1773, † 1816), 6-и принц на Дженцано (1776 – 1816), 18-и граф на Санта Фиора, 1-ви херцог Сфорца Чезарини
- Салваторе Сфорца Чезарини (* 1798, † 1832), 7-и принц на Дженцано (1816 – 19 май 1832), 19-и граф на Санта Фиора, 2-ри херцог Сфорца Чезарини
- Анна Сфорца Чезарини (*, † ), ∞ за Марино Торлония

Продължение на клона с втория син Лоренцо, легитимиран от Съда на Sacra Rota, с титлата „Херцог Сфорца-Чезарини“
- Лоренцо Сфорца Чезарини (* 1808, † 1866), 3-ти херцог Сфорца Чезарини (1832 – 1867), 8-ми принц на Дженцано, 20-ти граф на Санта Фиора
- Франческо Сфорца Чезарини (* 1840, † 1899), 4-ти херцог Сфорца Чезарини (1867 – 1899), 9-и принц на Дженцано, 21-ви граф на Санта Фиора
- Лоренцо Сфорца Чезарини (* 1868, † 1939), 5-и херцог Сфорца Чезарини, 10-и принц на Дженцано, 22-ри граф на Санта Фиора
- Марио Бозио Сфорца Чезарини (* 1899, † 1986), 6-и херцог Сфорца Чезарини, 11-ти принц на Дженцано, 23-ти граф на Санта Фиора
- Бозио Сфорца Чезарини (* 1939, † 2018), 7-и херцог Сфорца Чезарини, 12-ти принц на Дженцано, 24-ти граф на Санта Фиора
- Лоренцо Сфорца Чезарини (* 1964), 8-и херцог Сфорца Чезарини, 13-ти принц на Дженцано, 25-и граф на Санта Фиора
- Франческо Сфорца Чезарини (* 1965), 9-ти херцог Сфорца Чезарини
- Федерико Сфорца Чезарини (* 1996), 10-и херцог Сфорца Чезарини

### Клон Караваджо
- Джовани Паоло I Сфорца (* 1497, † 1535), маркиз на Караваджо и граф на Галиате (16 април 1532 – 13 декември 1535)
- Муцио I Сфорца ди Караваджо (* 1531, † 1553), маркиз на Караваджо и граф на Галиате (13 декември 1535 – 23 ноември 1553)
- Франческо I Сфорца ди Караваджо (* 1550, † 1583), маркиз на Караваджо и граф на Галиате (1553 – 1583)
- Муцио II Сфорца ди Караваджо (* 1576, † 1622), маркиз на Караваджо и граф на Галиате , от 1603 г. граф на Кастеджо и Лакиарела (1578 – 1622)
- Джовани Паоло II Сфорца ди Караваджо (* 1622, † 1630), маркиз на Караваджо, граф на Галиате, Кастеджо и Лакиарела (1622 – 1630)
- Муцио III Сфорца ди Караваджо (* 1630, † 1638), маркиз на Караваджо и др. (1630 – 1638)
- Франческо II Сфорца ди Караваджо (* 1637, † 1680), син на Муцио II, маркиз на Караваджо и др. (1638 – 1680)
- Франческо III Сфорца ди Караваджо (* 1680, † 1697), маркиз на Караваджо и др. (1680 – 1697)
- Бианка Мария I Сфорца от Караваджо (* 1697, † 1717), маркиза на Караваджо и др. (1697 – 1717)

### Клон Боргоново
- Джовани Сфорца (* 1846, † 1922), граф
- Карло Сфорца (* 1872, † 1952), граф, министър, сенатор, рицар на Върховния орден на Пресветото благовещение
- Асканио Микеле Сфорца (* 1877, † 1944), граф

## Имения
Следва неизчерпателен списък на резиденциите, построени и обитавани от Сфорца.
- Замък на Сфорците в Милано
- Замък в Павия
- Замък на Сфорците в Галиате
- Замък на Сфорците във Виджевано
- Замък в Мелиняно
- Замък в Кузаго
- Замък Санта Кроче в Кремона
- Крепост на Сончино
- Замък в Новара
- Замък във Виколунго
- Норманско-швабски замък в Бари
- Ловна хижа Кашина Боскайола в Милано
- Палат „Сфорца Чезарини“ в Рим
- Дворец „Сфорца Чезарини“ в Дженцано
- Дворец „Сфорца Чезарини“ в Санта Фиора
- Вила „Ла Сфорцеска“ в Кастелацара
- Рока Костанца, Пезаро
- Императорска вила в Пезаро
- Крепост на Равалдино във Форли
- Крепост на Имола
- Крепост на Баняра ди Романя
- Крепост на Риоло
- Палат „Галаврези“, известен катоПалат на Маркиза Караваджо, в Караваджо
- Замък в Торекиара (Лангирано)

## Портрети на Сфорца
- Муцио Атендоло Сфорца, граф на Котиньола.
- Франческо I Сфорца, херцог на Милано (1450 - 1466).
- Галеацо Мария Сфорца , херцог на Милано (1466 - 1476).
- Джангалеацо Мария Сфорца, херцог на Милано (1476 - 1494).
- Лудовико Мавъра, херцог на Милано (1452 - 1508).
- кардинал Асканио Мария Сфорца
- императрица Бианка Мария Сфорца
- Масимилиано Сфорца , херцог на Милано (1512 - 1515).
- Франческо II Сфорца, херцог на Милано (1521 - 1535).
- Бона Сфорца, кралица на Полша